# Yasuke
Pour les articles homonymes, voir Yasuke (homonymie).
Yasuke est un nom japonais traditionnel ; le nom de famille (ou le nom d'école), Yasuke, précède donc le prénom (ou le nom d'artiste).
Yasuke (弥助/弥介/彌介), aussi connu tardivement sous les noms de Kuro-san ou Kuro-suke (くろ助), est un homme noir africain, arrivé esclave au Japon en juillet 1579. Il rencontre en mars 1581 le daimyo Oda Nobunaga, qui choisit de le prendre à son service. Après la mort de Nobunaga en juin 1582 à la suite de la trahison d'Akechi Mitsuhide, ce dernier épargne Yasuke, dont on perd la trace par la suite.
Il n'existe que peu de sources historiques à son sujet, mais au milieu du XXe siècle il inspire un livre pour enfants au Japon. À partir du XXIe siècle le personnage, seul samouraï noir de l'histoire,,,, connaît un regain d'intérêt. Il apparaît alors sous une version fictive et romancée non seulement dans des livres, mais également des bandes dessinées, une série télévisée, un jeu vidéo, et d'autres évocations artistiques.

## Biographie

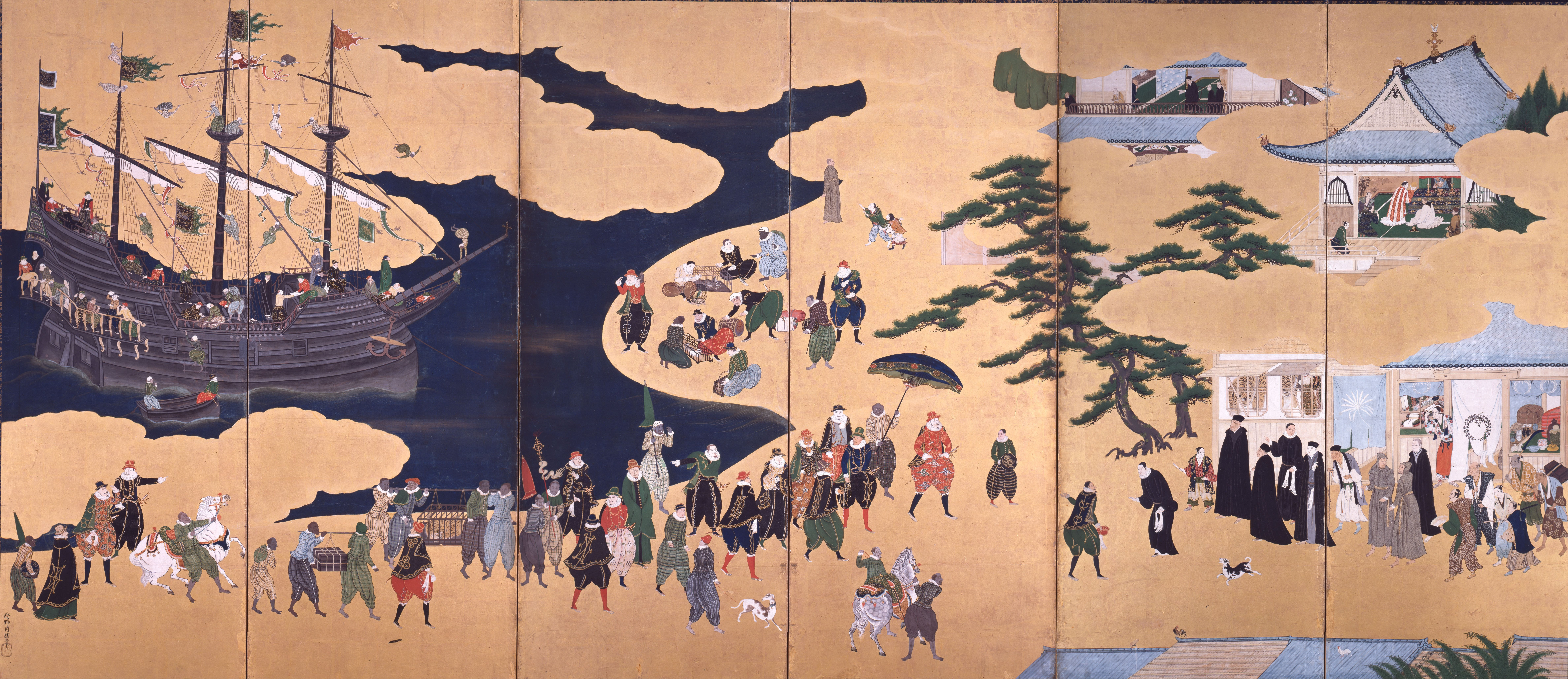
Arrivée de commerçants Portugais accompagnés de leurs esclaves africains, byōbu réalisé vers 1600 par Kanō Naizen.

Yasuke serait né, selon François Solier, au Mozambique. Le 6 septembre 1574, le père jésuite italien Alessandro Valignano, visiteur canonique des missions jésuites d'Extrême-Orient, le prend à son service. Le 20 septembre 1577, les deux hommes quittent Goa, et après des escales à Malacca (Malaisie) et Macao (Chine) ils arrivent au Japon le 25 juillet 1579, à Arima (île de Kyushu). Yasuke n'est pas le premier Noir à arriver au Japon. En 1546, le capitaine portugais Jorge Alvares avait déjà amené des Africains au Japon. L'universitaire Fujita Midori estime à quelques centaines le nombre de noirs ayant ponctuellement résidé au Japon au cours du XVIe siècle, travaillant comme esclaves, comme serviteurs, comme soldats, ou comme artistes, parfois directement au service de daimyo.

Le 8 mars 1581, Alessandro Valignano accompagné des pères Luis Frois et Organtino Gnecchi-Soldo ainsi que de son esclave quittent Kyushu pour Kyoto où règne Oda Nobunaga. La curiosité publique est telle qu'une foule enfonce la porte de la résidence des jésuites pour voir Yasuke. Plusieurs personnes sont blessées. Apprenant cet incident, Oda Nobunaga veut vérifier la couleur de cet homme noir en le déshabillant jusqu'à la ceinture. Selon Otohiko Kaga, la carnation de Yasuke suscite un vif intérêt et un émerveillement. Il avait beau le laver, la peau restait noire. C'est alors que Alessandro Valignano décide de l'offrir comme tribut à Oda Nobunaga.

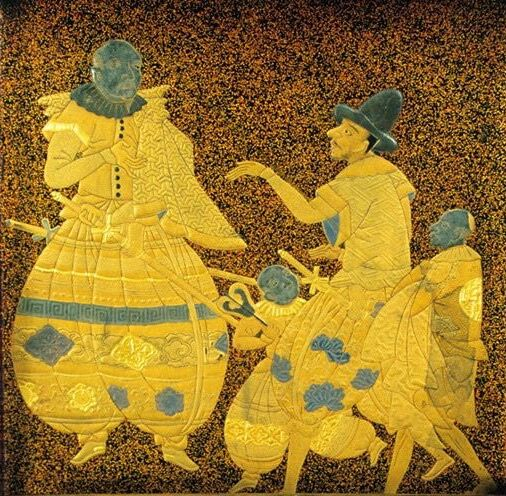
Suzuri-bako, l’homme à gauche pourrait être Yasuke selon Thomas Lockley.

Oda Nobunaga raconte cette rencontre dans ses mémoires (信長公記, Shinchō kōki) : « Le 23 du second mois, un serviteur noir vint des pays chrétiens. Il semblait avoir 26 ou 27 ans, son corps tout entier était noir comme celui d'un bœuf. Il était solide et avait de la présence. De plus, sa force était supérieure à celle de dix hommes réunis[source insuffisante]. »
Au service de Oda Nobunaga, le nom de Yasuke lui est donné.
Selon un prototype du Shinchō kōki détenu dans les archives du clan Maeda, Oda Nobunaga lui confie un court katana de cérémonie et une habitation.
Le père Organtino Gnecchi-Soldo écrit que les Japonais acceptaient de payer pour voir des esclaves noirs. Outre sa couleur de peau exotique pour un Japonais, il fascinait par sa grande taille. Matsudaira Ietada dans son journal le décrit comme mesurant six shaku et deux sun soit 1,88 m alors que la taille moyenne d'un homme japonais de l'époque est d'1,57 m.
Le 21 juin 1582, Oda Nobunaga est défait à Kyoto par l'armée d'Akechi Mitsuhide. Yasuke part alors à la rencontre de l'héritier de son seigneur au château de Nijō. Oda Nobutada à son tour attaqué et défait, Yasuke est fait prisonnier par les vassaux de Akechi Mitsuhide et présenté devant ce dernier pour qu'il décide de son sort[réf. nécessaire].
D'après les rapports du jésuite portugais Luís Fróis, Yasuke est épargné par Akechi Mitsuhide, qui déclare ne voir en lui qu'un « animal indigne d'être traité comme un japonais », et qui ordonne qu'il soit renvoyé chez les jésuites aux Indes portugaises.
Selon l'historien Midori Fujita, Yasuke aurait été ramené à la mission jésuite de Nanbanji à Kyoto. Nul ne sait ce qu'il est advenu de lui après cet évènement.

## Étymologie
Yasuke est un prénom masculin courant à l'époque au Japon. C'est aussi le nom d'un personnage du folklore japonais dont l'utilisation la plus connue est dans la pièce intitulée Yoshitsune Senbon-sakura du théâtre bunraku et kabuki,. Yasuke est aussi le nom du père de Toyotomi Hideyoshi.
Yasuke était fréquemment surnommé Kuro san, kuro signifiant « noir » : Kuro san peut se traduire par « monsieur Noir ». Toutefois ce nom est postérieur car le suffixe -san n'était pas utilisé à cette époque.[réf. nécessaire]

## Postérité

### Représentations dans la fiction

#### Littérature
- Kurusu Yoshio (1968) de 来栖良夫 (1916-2001) écrit Kuro-suke, un livre pour enfant qui relate l'histoire d'un jeune homme noir envoyé à Nobunaga comme cadeau d'un missionnaire et qui devient son serviteur. Kuro-suke est joyeux et travailleur. Nobunaga et les membres de la maison en viennent à l'aimer. Quand Akechi Mitsuhide attaque Nobunaga au temple Honnôji, Kuro-suke se bat courageusement. Nobunaga se suicide et Kuro-suke se sauve et est accueilli au temple de Namban. Quand il dort cette nuit-là, il rêve de ses parents en Afrique. L'idée d'un homme noir travaillant pour Nobunaga est assez unique, un peu étrange et humoristique. Les illustrations de Minoda Genjirô ont été saluées pour leur originalité et leur qualité lorsqu'il a reçu le prix de l'association japonaise des écrivains pour enfants en 1969[22],[23].
- Yasuke (2015), dans , Frédéric Marais raconte l'histoire d'un jeune esclave qui n'a pas de nom. S'échappant de son village au pied du Kilimandjaro, il embarque comme marin sur un navire, traverse les mers jusqu'au Japon où il vit des aventures[24].
- Otohiko Kaga (2016) relate dans son livre La croix et l'épée les débuts du christianisme au Japon durant la seconde moitié du XVIe siècle. Otohiko Kaga mentionne uniquement l'épisode où l'on vérifie bien la carnation de Yasuke par Oda Nobunaga[10].

- Le Samouraï noir (2017) de João Paulo Oliveira e Costa narre notamment l'histoire de Carlos, un prince du Congo qui devient un samouraï dans le Japon féodal du XVIe siècle[25].

- Yasuké (2018) : le journaliste franco-ivoirien Serge Bilé narre de façon romancée l'histoire d'un esclave africain au destin hors du commun[26]. À la fin du XVIe siècle, celui-ci se retrouve au Japon où il accompagne son maître jésuite italien puis est laissé à la garde d'Oda Nobunaga. Ce dernier, impressionné par ses extraordinaires capacités physiques et intellectuelles ainsi que par ses facilités pour les langues, en fait son homme de confiance et le premier samouraï étranger du Japon.

#### Bande dessinée
- Afro Samurai (1999-2000) manga dont Yasuke est le personnage principal[27].

- Hyouge Mono (2005) : Yasuke apparaît dans le manga et le dessin animé, créé par Yoshihiro Yamada (ja)[28]. Il est dépeint comme quelqu'un qui a été témoin du véritable coupable du meurtre de Nobunaga et est emprisonné par Hideyoshi Hashiba. Par la suite, il a été pardonné à la demande d' Oribe Furuta. Voix de la version anime diffusée en 2011 : Takaya Kuroda.

- L'Homme qui tua Nobunaga (2016) : manga de Akechi Kenzaburō et de Tôdô Yutaka met en scène Yasuke[29].

- Legend of Yasuke (son of the soil) (2020) : cette bande dessinée met en scène Yasuke comme un guerrier Bini qui devient un samouraï[30].

- Kurusan, le samouraï noir (2021) : bande dessinée de Thierry Gloris et de Emiliano Zarcone qui raconte la vie de Yasuke, un esclave qui est parvenu à entrer dans la cour de Oda Nobunaga[31].

- Nobunaga Concerto (2009-) : Manga d'Ayumi Ishii et anime. Young est un joueur de baseball professionnel afro-américain qui, comme le personnage principal Saburo (Nobunaga Oda) , a voyagé dans le temps depuis la préfecture de Saitama à l'époque Heisei.
- Cyborg 009 End Nobunaga Edition (2010) : Geronimo, alias 005, qui a voyagé dans le temps, est présenté à Nobunaga et traité comme Yasuke. Bien que Geronimo soit un Indien et pas exactement noir, cette trame est inspirée de l'histoire de Yasuke.
- Sengoku Yatagarasu (2010-2012) : Manga de Hirokazu Kobayashi. Yasuke, qui était sur la ligne de front en tant que soldat esclave pour une force étrangère qui a envahi Sadogashima, a été ému par l'esprit de Tokichi Hashiba et s'est rendu, devenant ainsi le subordonné de Nobunaga.
- Nobunaga's Chef  (2011-2024) : Manga de Mitsuru Nishimura et Takuro Kajikawa. Yasuke fut protégé par Oda Nobunaga, qui cherchait à découvrir la stratégie du missionnaire, et devint son subordonné avec une promesse de statut et de rémunération en fonction de son travail.
- Arms - Suruga Castle Gozen Match (2011-2012) : Un manga de Hideki Mori basé sur le roman Suruga Castle Gozen Match. Le maître épéiste connu sous le nom de « moine bouddhiste » qui apparaît dans le dixième épisode n'est pas explicitement mentionné, mais certaines expressions suggèrent qu'il s'agit de Yasuke.
- Yasuke (2021-2022) : Manga de Toshifumi Okunishi. Adaptation de l'animation "Yasuke".

#### Anime - série
- Afro Samurai (2007) et Afro Samurai: resurection (2009) : adaptation du manga du même nom.
- Yasuke (2021) : Une série animée produite par la société japonaise MAPPA et distribuée par Netflix. Un drame historique fantastique de science-fiction mettant en vedette Yasuke avec des robots et de la magie [32],[33].

#### Arts plastiques
En 2015, l'artiste sud-africain Nicola Roos réalise une série de statues représentant Yasuke en armure de samouraï. En 2020, Smaïl Kanouté, un artiste plasticien, danseur et chorégraphe, présente une création vidéo inspirée de la vie de Yasuke.

#### Cinéma
- Yasuke annoncé en production en 2019 : un projet de film de la MGM en cours, écrit par Stuart C. Paul avec l'acteur Chadwick Boseman pressenti pour le rôle-titre[36].

- L'épée du grand empereur  (2007, Toei ) - Un film basé sur l'œuvre originale de Baku Yumemakura et le scénario d' Akira Amasawa. Le personnage principal, Man Genkuro, est le petit-fils de Yasuke.
- Neck (2023, réalisé par Takeshi Kitano , KADOKAWA ) - Interprété par Atsushi Soejima.
- Yasuke (Sortie à venir, Lionsgate et Picturestart) En mars 2017, Lionsgate a sélectionné comme scénariste de "Black Samurai", un film basé sur Yasuke. Gregory Wyden nommé  le directeur de production Eric Feig a quitté Lionsgate.  Michael De Luca et Stephen Leroux ,  étaient les producteurs de « Black Samurai »,  à produire un film représentant Yasuke avec son propre Picturestart  Le scénario a été écrit par Doug Miro. En mai 2019, il a été annoncé que Chadwick Boseman jouerait Yasuke,  mais Boseman est décédé en août 2020.  Sur le site officiel de Picturestart, il est répertorié comme « En développement », et le réalisateur et le rôle principal sont « À déterminer ».

#### Jeux vidéo
Dans le jeu vidéo Nioh, sorti en 2017, apparaît Yasuke.
- Bara 2 (2001, Bisco ) - Apparaît comme le patron intermédiaire du camp de Nobutada Oda sous le nom de « YASUKE ».
- Nobunaga's Ambition: Creation (2013, Koei Tecmo Games ) - Distribué sous forme de contenu téléchargeable.
- Nioh (2017, Koei Tecmo Games) - Apparaît comme le boss dans la mission principale "Sawayama Samurai". Il coopère avec Edward Kelly pour tenter de faire revivre Oda Nobunaga. On le revoit également dans Nioh 2, où il est à la fois un adversaire (dans un duel d'entraînement ordonné par Nobunaga) et un partenaire du joueur.
- Samurai Warriors 5 (2021, Koei Tecmo Games) - Il est l'un des nouveaux personnages jouables apparaissant dans Samurai Warriors 5. Il est dépeint comme un jeune homme honnête et loyal.
- Assassin's Creed Shadows (2025). Le jeu vidéo d'Ubisoft propose Yasuke parmi ses personnages jouables, bien que son histoire soit modifiée pour les besoins du jeu[37],[27]. Ceci engendre une polémique, certains fans de la franchise se plaignant que Yasuke n'était pas un « vrai » samouraï et critiquant Ubisoft pour avoir créé un jeu ayant lieu au Japon avec un de ses personnages principaux qui n'est pas japonais[38].

#### Musique
- Yasuke (2019) est le nom d'un morceau et d'un album du groupe de rap IAM[39].

### Expositions
Une exposition Yasuke, l'esclave samouraï est organisée à Yaoundé au Cameroun en juin 2018, par Anne-Sophie Omgba,,. Elle compte 17 grandes planches dessinées de l'artiste camerounais Raimi Sewado représentant Yasuke,, avec la participation de Julien Peltier (auteur).

### Hommages
En janvier 2021, le chef cuisinier d'origine malienne Mory Sacko, ancien candidat de l’émission Top chef, reçoit à 28 ans sa première étoile au Michelin pour son restaurant MoSuke, ouvert à Paris en septembre 2020. Le nom du restaurant est la contraction de « Mo » pour Mory, « Suke » en hommage à Yasuke.